# Ras Rakan
Ras Rakan (ar. رأس راكان) je najsjevernija točka na Katarskom poluotoku, nalazi se u Al Shamalu. To je sjeverozapadna točka otočića koji se zove Jazirat Ras Rakan, ali kako kanal između ovog otočića i kopna nije prohodan za brodove, Jazirat Ras Rakan može se smatrati sjevernim krajem rta.

## Smještaj
Otočić je udaljen oko 2 km od obale, a do njega se može doći gacajući kroz nisku vodu. Najsjeverniji grad Katara, Ar Ru'ays, nalazi se 4 km jugoistočno od otočića. Ako mu se priđe iz smjera sjevera, Ar Ru'ays postaje vidljiv prije nego se uoči Ras Rakan.

## Opis
Jazirat Ras Rakkan je vrlo nizak otočić u obliku slova T s čupercima trave na njemu. Na njegovoj južnoj strani nalazi se nekoliko malih mangrova. Dug je 3 km od istoka prema zapadu i izuzetno je uzak. T-glava, na svom zapadnom kraju, duga je 1.6 km.

## Hidrologija
U istraživanju obalnih voda Ras Rakana iz 2010. godine koje je provela katarska uprava za statistiku, utvrđeno je da je njegova prosječna dubina bila 3.5 metra, a njegov prosječni pH bio je 7,74. Nadalje, vode su imale salinitet od 48,18 psu, prosječnu temperaturu od 19,61°C i 4,86 mg/L otopljenog kisika.